# 조니 플린 (음악가)
조니 플린(Johnny Flynn, 1983년 3월 14일 ~ )은 잉글랜드의 배우, 가수다.

## 출연 작품
- 더 디그 - 로리 로맥스 역
- 클라우즈 오브 실스마리아 - 크리스토퍼 자일스 역
- 스타더스트 - 데이빗 보위 역
- 엠마 - 조지 나이틀리 역
- 스크루지: 크리스마스 캐럴 - 밥 크랫칫 역 (목소리)